# Flickan från landet i norr
Flickan från landet i norr är en jukeboxmusikal med låtar av Bob Dylan och manus skrivet av Conor McPherson. Musikalen hade svensk premiär på Malmö Stadsteaters stora scen Hippodromen våren 2025 och regisserades av Martin Rosengardten. I rollerna ses bland andra Leila Jung, Reuben Sallmander, Tehilla Blad, Marie Götesdotter och Martin Henriksson-Urech.